# AMD Bulldozer
Bulldozer je kódové jméno procesorových jader společnosti AMD po architektuře K10, které jsou plánovány na první polovinu roku 2011. Má být vyráběn 32nm procesem SOI, s 4, 8 a 16 jádry a navrženým tepelným výkonem mezi 10 a 100 Watty. AMD jím hodlá nahradit své procesory Athlon/Opteron a slibuje si též zastavit svůj pokles podílu na trhu mainstreamových x86/x86-64 procesorů na úkor Intelu. Jejich současné řadě Intel Core i7 na architektuře Nehalem má Bulldozer konkurovat, a to na desktopech, serverech a výkonných noteboocích. (Pro mainstreamové notebooky, netbooky, UMPC a mobilní zařízení s malou spotřebou zase připravuje jádra Bobcat.) Informace o Bulldozeru byly zveřejněny v listopadu 2009 a spolu s nimi i jména dvou procesorových řad založených na něm – Interlagos a Zambezi.
U Bulldozeru se jedná o kompletně nový návrh (s novou mikroarchitekturou). Má být volbou pro jednočipové řešení CPU a GPU a podle prohlášení společnosti má toto jádro „dostat do rovnováhy dedikované a sdílené systémové prostředky a zajistit vysoce kompaktní návrh s větším množstvím [procesorových] jader, které bude snadno replikovat na čip pro škálovatelnost výkonu.“ Jinými slovy, AMD se spolu s návrhem Bulldozeru snažila najít lepší způsoby snadnější a efektivnější výroby vícejádrových procesorů s větší flexibilitou pro pokrytí širší nabídky. Jádra procesorů postavených na Bulldozeru mají podporovat nejnovější multimediální i jiná rozšíření instrukční sady (mezi jinými SSE4.1, SSE4.2, SSE5, AES, CLMUL) včetně i těch do budoucna navrhovaných (AVX od Intelu a XOP a FMA4 od samotné AMD). Má též mít dvě 128bitové FPU s technikou FMA integrované do jednoho 256bitového koprocesoru, to spolu se dvěma celočíselnými jednotkami se čtyřnásobným pipeliningem. Bulldozer má též představit L2 cache sdílenou mezi moduly jader na této architektuře (až 2 MiB). Tento návrh AMD nazývá Bulldozer module. Bulldozer tedy představuje jakýsi základní stavební blok, ze kterého budou složeny budoucí procesory od AMD. 16jádrový procesor bude mít 8 těchto modulů ale pod operačním systémem budou viděny jako dvě fyzická jádra.

## Modely

### Desktop
| Model                               | FX-8150            | FX-8120            | FX-8100            | FX-6120            | FX-6100            | FX-4120            | FX-4100            | FX-3150            |
| ----------------------------------- | ------------------ | ------------------ | ------------------ | ------------------ | ------------------ | ------------------ | ------------------ | ------------------ |
| Kódové označení                     | Zambezi            | Zambezi            | Zambezi            | Zambezi            | Zambezi            | Zambezi            | Zambezi            | Zambezi            |
| Počet jader                         | 8                  | 8                  | 8                  | 6                  | 6                  | 4                  | 4                  | 3                  |
| Základní frekvence                  | 3.6 GHz            | 3.1 GHz            | 2.8 GHz            | TBD                | 3.3 GHz            | TBD                | 3.6 GHz            | 3.6 GHZ            |
| Turbo frekvence                     | 4.2 GHz            | 4.0 GHz            | 3.7GHz             | TBD                | 3.9 GHz            | TBD                | 3.8 GHz            | 4.2 GHZ            |
| L2 Cache                            | 8MB                | 8MB                | 8MB                | 6MB                | 6MB                | 4MB                | 4MB                | 3MB                |
| L3 Cache                            | 8MB                | 8MB                | 8MB                | 8MB                | 8MB                | 8MB                | 8MB                | 8MB                |
| TDP                                 | 125W               | 125W               | 95W                | 95W                | 95W                | 95W                | 95W                | 80W                |
| Frekvence pamětí Propustnost pamětí | 1866 MHz 1866 MT/s | 1866 MHz 1866 MT/s | 1866 MHz 1866 MT/s | 1866 MHz 1866 MT/s | 1866 MHz 1866 MT/s | 1866 MHz 1866 MT/s | 1866 MHz 1866 MT/s | 1866 MHz 1866 MT/s |
| Black Edition                       | Ano                | Ano                | Ano                | Ano                | Ano                | Ano                | Ano                | Ano                |
| 'Podpora Turbo Core 2.0             | Ano                | Ano                | Ano                | Ano                | Ano                | Ano                | Ano                | Ano                |
| Patice                              | AM3+               | AM3+               | AM3+               | AM3+               | AM3+               | AM3+               | AM3+               | AM3+               |
| Výrobní proces                      | 32 nm SOI          | 32 nm SOI          | 32 nm SOI          | 32 nm SOI          | 32 nm SOI          | 32 nm SOI          | 32 nm SOI          | 32 nm SOI          |

### Server
Řada Opteron 4200
- 6 nebo 8 jader
- Možnost spojit až 2 CPU

Řada Opteron 6200
- Možnost spojit až 4 CPU
- Opteron 6220 – 8 jader, frekvence 3,0 GHz, Turbo frekvence 3,5 GHz, L1 cache 8x64+8x64 kB, L2 cache 4×2 MB, L3 cache 2×4 MB
- Opteron 6234 – 12 jader, frekvence 2,4 GHz, Turbo frekvence 2,9 GHz, L1 cache 12x64+12x64 kB, L2 cache 6×2 MB, L3 cache 2×6 MB
- Opteron 6272 – 16 jader, frekvence 2,1 GHz, Turbo frekvence 2,6 GHz, L1 cache 16x64+16x64 kB, L2 cache 8×2 MB, L3 cache 2×8 MB
- Opteron 6276 – 16 jader, frekvence 2,3 GHz, Turbo frekvence 2,8 GHz, L1 cache 16x64+16x64 kB, L2 cache 8×2 MB, L3 cache 2×8 MB